# Myzostoma carinatum
Myzostoma carinatum is een ringworm uit de familie Myzostomatidae.
Myzostoma carinatum werd in 1883 voor het eerst wetenschappelijk beschreven door Graff.